# 國際唱片業協會希臘分會
國際唱片業協會希臘分會（英語：International Federation of the Phonographic Industry Greece），是國際唱片業協會於希臘設立的音樂協會，國際唱片業協會希臘分會負責頒發希臘地區的唱片認證和維護希臘音樂排行榜

## 外部連結
- 官方网站